# Schlierbach (Francja)
Schlierbach – miejscowość i gmina we Francji, w regionie Grand Est, w departamencie Górny Ren.
Według danych na rok 1990 gminę zamieszkiwało 801 osób, a gęstość zaludnienia wynosiła 68 osób/km² (wśród 903 gmin Alzacji Schlierbach plasuje się na 328. miejscu pod względem liczby ludności, natomiast pod względem powierzchni na miejscu 199.).